# Нагаута
Нагау́та (яп. 長歌, «довга пісня») — поетичний жанр японської поезії, метричну структуру якої складає «елементарний рим» (5-7 чи, навпаки, 7-5 складів у рядку) з невизначеною загальною кількістю рядків у кожному окремому вірші. Саме в цьому жанрі були написані найдавніші вірші, включені до складу першої антології японської поезії «Ман-йо-сю» («Збірка міріад листків», сер. VII ст.). Із загальної кількості 4516 віршів, що містить ця поетична збірка, 265 створені в жанрі «нагаута».